# Acroria viridirena
Acroria viridirena är en fjärilsart som beskrevs av Jones 1912. Acroria viridirena ingår i släktet Acroria och familjen nattflyn. Inga underarter finns listade i Catalogue of Life.